# Dīmosthenīs Manousakīs
Dīmosthenīs Manousakīs (in greco: Δημοσθένης Μανουσάκης; Lemno, 19 gennaio 1981) è un ex calciatore greco, di ruolo attaccante.

## Carriera

### Nazionale
Gioca con la selezione greca le Olimpiadi di Atene 2004, senza però scendere in campo.